# Neuratelia yukawai
Neuratelia yukawai är en tvåvingeart som beskrevs av Mitsuhiro Sasakawa 2004. Neuratelia yukawai ingår i släktet Neuratelia och familjen svampmyggor. Inga underarter finns listade i Catalogue of Life.